# Кінний спорт на літніх Олімпійських іграх 2020
Змагання з кінного спорту на літніх Олімпійських іграх 2020 року відбувалися 24 липня — 7 серпня 2021. Спочатку мали відбутися 25 липня — 8 серпня 2020, однак, через пандемію COVID-19, ігри перенесли. У змаганнях брали участь 200 спортсменів із 49 країн. Жокеї боротимуться за 6 комплектів нагороді в індивідуальних і командних дисциплінах: виїздка, триборство, конкур.

## Розклад
Увесь час Японський стандартний час (UTC+9).
| День | Дата                | Старт | Фініш | Дисципліна               | Фаза                                 |
| ---- | ------------------- | ----- | ----- | ------------------------ | ------------------------------------ |
| 1    | субота, 24 липня    | 17:00 | 22:00 | індивідуальна виїздка    | Гран-прі виїздки, день 1             |
| 1    | субота, 24 липня    | 17:00 | 22:00 | командна виїздка         | Гран-прі виїздки, день 1             |
| 2    | неділя, 25 липня    | 17:00 | 22:00 | індивідуальна виїздка    | Гран-прі виїздки, день 2             |
| 2    | неділя, 25 липня    | 17:00 | 22:00 | командна виїздка         | Гран-прі виїздки, день 2             |
| 4    | вівторок, 27 липня  | 17:30 | 22:40 | командна виїздка         | Гран-прі виїздки, фінал              |
| 5    | середа, 28 липня    | 17:30 | 21:25 | індивідуальна виїздка    | Гран-прі виїздки, фінал              |
| 7    | п'ятниця, 30 липня  | 8:00  | 11:10 | індивідуальне триборство | Триборство, виїздка, день 1, сесія 1 |
| 7    | п'ятниця, 30 липня  | 8:00  | 11:10 | командне триборство      | Триборство, виїздка, день 1, сесія 1 |
| 7    | п'ятниця, 30 липня  | 17:30 | 20:55 | індивідуальне триборство | Триборство, виїздка, день 1, сесія 2 |
| 7    | п'ятниця, 30 липня  | 17:30 | 20:55 | командне триборство      | Триборство, виїздка, день 1, сесія 2 |
| 8    | субота, 31 липня    | 8:00  | 11:10 | індивідуальне триборство | Триборство, виїздка, день 2, сесія 3 |
| 8    | субота, 31 липня    | 8:00  | 11:10 | командне триборство      | Триборство, виїздка, день 2, сесія 3 |
| 9    | неділь, 1 серпня    | 8:30  | 11:55 | індивідуальне триборство | Триборство, крос                     |
| 9    | неділь, 1 серпня    | 8:30  | 11:55 | командне триборство      | Триборство, крос                     |
| 10   | понеділок, 2 серпня | 17:00 | 22:25 | індивідуальне триборство | Триборство, конкур. Фінал            |
| 10   | понеділок, 2 серпня | 17:00 | 22:25 | командне триборство      | Триборство, конкур. Фінал            |
| 11   | вівторок, 3 серпня  | 19:00 | 22:45 | індивідуальний конкур    | Конкур, кваліфікація                 |
| 12   | середа, 4 серпня    | 19:00 | 21:40 | індивідуальний конкур    | Конкур, фінал                        |
| 14   | п'ятниця, 6 серпня  | 19:00 | 22:05 | командний конкур         | Конкур, кваліфікація                 |
| 15   | субота, 7 серпня    | 19:00 | 21:20 | командний конкур         | Конкур, фінал                        |

## Кваліфікація
Загалом 200 квотних місць для кінного спорту. Вони розподілені між трьома дисциплінами: 75 для конкуру, 65 для триборства, 60 для виїздки. Команди складаються з 3 пар жокеїв та їхніх коней. Загальна кількість квот для командних змагань: 20 команд для конкур, та по 15 триборства і виїздки). Команди до змагання кваліфікуються через континентальні турніри та Світові ігри з кінного спорту, а до індивідуальних змагань — за позицією в Олімпійському кваліфікаційному рейтингу. Японія, як країна-господарка, автоматично кваліфікувалася до командних змагань із кожної дисципліни.

## Учасники
- Аргентина (3)
- Австралія (9)
- Австрія (5)
- Білорусь (2)
- Бельгія (7)
- Бразилія (7)
- Канада (6)
- Чилі (2)
- Китай (6)
- Колумбія (1)
- Чехія (5)
- Данія (5)
- Домініканська Республіка (2)
- Еквадор (1)
- Єгипет (3)
- Естонія (1)
- Фінляндія (1)
- Франція (9)
- Німеччина (9)
- Велика Британія (9)
- Гонконг (1)
- Індія (1)
- Ірландія (7)
- Ізраїль (3)
- Італія (5)
- Японія (9)
- Йорданія (1)
- Латвія (1)
- Люксембург (1)
- Мексика (4)
- Марокко (4)
- Нідерланди (8)
- Нова Зеландія (6)
- Норвегія (1)
- Польща (3)
- Португалія (4)
- Пуерто-Рико (1)
- Олімпійський комітет Росії (5)
- Сінгапур (1)
- Південно-Африканська Республіка (2)
- Південна Корея (1)
- Іспанія (5)
- Шрі-Ланка (1)
- Швеція (9)
- Швейцарія (7)
- Сирія (1)
- Китайський Тайбей (1)
- Тайланд (3)
- Україна (2)
- США (9)

## Формат змагань

### Виїздка
Кожна з команд складається з трьох вершників, які одночасно конкурують і за індивідуальні комплекти нагород. Країна, яка не має достатньої кількості спортсменів для формування команди, може виставляти своїх представників лише у індивідуальних змаганнях.
Усі вершники змагаються у Гран-прі, що є першим етапом одночасно і для командного, і для особистого заліку. Найкращі сім команд потрапляють до спеціального Гран-прі, яке відзначається суворішою перевіркою. Переможець командної виїздки визначається шляхом об'єднання балів за підсумками обох етапів. Країна, у якої їх виявиться найбільше, стає Олімпійським чемпіоном.
Спортсмени, які завершили Гран-прі (перший відбірний раунд у особистому заліку), можуть пройти до спеціального Гран-прі, якщо їх команда потрапила до числа скеми найкращих (загалом 21 вершник). Додатково туди можуть потрапити 11 найкращих вершників серед тих, що залишилися. 18 найкращих за підсумками спеціального Гран-прі здобувають право на участь у третьому змагальному етапі (фристайлі), де кожен з учасників розробляє свою власну програму для демонстрації, яка має бути покладена на музику та містити кілька обов'язкових рухів. Вершники можуть адаптувати програму в залежності від сили своїх коней та включати до неї складніші рухи, ніж ті, що виконувалися на попередніх етапах (наприклад, такі, як пірует у піафе), з метою підвищення оцінки. Індивідуальні нагороди присвоюються на основі оцінки у фристайлі

### Триборство
У змаганнях можуть брати участь лише коні віком більше восьми років. Змагання за особисті та командні нагороди відбуваються паралельно. Вершники змагаються у виїздковій дисципліні, подоланні маршруту по пересіченій місцевості та стрибках. Командні медалі присуджують шляхом підсумовування результатів виступів трьох найкращих вершників кожної з країн в усіх трьох видах змагань. Загальна кількість спортсменів у команді не має перевищувати 5 вершників. Команда з найменшою кількістю штрафних балів отримує «золото».
25 найкращих вершників за підсумками першого фінального раунду у конкурі (останній етап триборства) потрапляють до другого фінального раунду, де й розігрують особисті нагороди. Обов'язковою умовою є те, що кожна з команд може бути представлена у останньому раунді не більше, ніж трьома спортсменами.

### Конкур
Для визначення володарів індивідуальних нагород проводиться п'ять раундів. За результатами першого вершники, що посіли перші 60 місць, здобувають право змагатися у другому кваліфай-раунді. Топ-45 вершників другого раунду переходять у третій, а 35 спортсменів, що показали найкращий результат у третьому, переходять до наступного етапу з умовою, що одна команда не може мати більше трьох представників у числі 35-ти найкращих. Якщо ж від однієї країни туди потрапили 4 вершники — один з них не має права змагатися за індивідуальні нагороди.
На четвертому етапі (індивідуальний фінальний раунд А) попередніми показниками спортсменів нехтують і вершники починають змагання з нулем у графі «помилки». 20 найкращих за результатами фіналу А потраплять до фіналу B, де проходять вже інший маршрут. Помилки у індивідуальних фіналах А та B підсумовуються для визначення чільної трійки, що отримує нагороди.
Командні змагання проводяться одночасно з індивідуальними, тож команді вершники конкурують одночасно і за особисті нагороди. Перший раунд командних змагань збігається з другим раундом індивідуальних. За його результатами визначається провідна вісімка команд, що продовжують боротьбу на наступному етапі (який проходить паралельно з третім раундом особистих змагань). Команди нагороджуються медалями на основі суми балів за обидва етапи командних змагань.

## Медалі

### Загальний залік
*   Країна-господарка (Японія)
| Місце               | Країна              | Золото | Срібло | Бронза | Загалом |
| ------------------- | ------------------- | ------ | ------ | ------ | ------- |
| 1                   | Німеччина           | 3      | 1      | 0      | 4       |
| 2                   | Велика Британія     | 2      | 1      | 2      | 5       |
| 3                   | Швеція              | 1      | 1      | 0      | 2       |
| 4                   | США                 | 0      | 2      | 0      | 2       |
| 5                   | Австралія           | 0      | 1      | 1      | 2       |
| 6                   | Бельгія             | 0      | 0      | 1      | 1       |
| 6                   | Нідерланди          | 0      | 0      | 1      | 1       |
| 6                   | Франція             | 0      | 0      | 1      | 1       |
| Загалом (8 збірних) | Загалом (8 збірних) | 6      | 6      | 6      | 18      |

### Медалісти
| Дисципліна               | Золото | Срібло | Бронза                                                                                            |
| ------------------------ | --- | --- | ------------------------------------------------------------------------------------------------- |
| Індивідуальна виїздка    | Джессіка фон Бредов-Верндль на Dalera · Німеччина                                                          | Ізабелль Верт на Bella Rose · Німеччина                                                                       | Шарлотт Дюжарден на Gio · Велика Британія                                                         |
| Командна виїздка         | Німеччина (GER) Джессіка фон Бредов-Верндль Доротеє Шнайдер Ізабелль Верт                                  | США (USA) Сабін Шут-Кері Едрієнн Лайл Стеффен Петерс                                                          | Велика Британія (GBR) Шарлотт Фрай Карл Гестер Шарлотт Дюжарден                                   |
| Індивідуальне триборство | Юлія Краєвскі на Amande de B'Neville (GER)                                                                 | Том Мак'юен на Toledo de Kerser (GBR)                                                                         | Ендрю Гой на Vassily de Lassos (AUS)                                                              |
| Командне триборство      | Велика Британія (GBR) Лора Коллетт Том Мак'юен Олівер Тавненд                                              | Австралія (AUS) Кевін Макнеб Ендрю Гой Шейн Роуз                                                              | Франція (FRA) Ніколя Тузен Карім Лагуа Крістофер Сікс                                             |
| Індивідуальний конкур    | Бен Маєр на Explosion Z (GBR)                                                                              | Педер Фредріксон на All In (SWE)                                                                              | Майкел ван дер Влетен на Beauville Z (NED)                                                        |
| Командний конкур         | Швеція (SWE) Генрік фон Екерманн на King Edward Малін Бар'ярд-Юнссон на Indiana Педер Фредріксон на All In | США (USA) Лора Крот на Baloutinue Джессіка Спрінґстін на Don Juan van de Donkhoeve Маклейн Ворд на Contagious | Бельгія (BEL) Пітер Девос на Claire Z Жером Гері на Quel Homme de Hus Грегорі Вателе на Nevados S |